# خط سكة حديد من الجزائر إلى سكيكدة
خط الجزائر-سكيكدة هو أحد خطوط شبكة السكك الحديدية الجزائرية. وهو أحد الخطين الأفقيين الرئيسيين في شبكة السكك الحديدية الجزائرية، أما الخط الثاني فهو الخط الممتد من الجزائر العاصمة إلى وهران. افتتح على مراحل بين عامي 1870 و1886، ويربط محطة الجزائر بمحطة سكيكدة.
وهو مفتوح بين سكيكدة وقسنطينة منذ 11 سبتمبر 1870، وبقي خطا معزولا لمدة طويلة حتى إنشاء استمرارية الخط بين الجزائر وقسنطينة من سنة 1879 إلى غاية الافتتاح الكلي في 3 نوفمبر 1886.

## التاريخ
اتخذ قرار إنشاء أول خط للركاب في عام 1857. وفي سنة 1860 حصلت شركة السكك الحديدية الجزائرية [الفرنسية] على امتياز خط سكة حديد بين فيليبفيل (سكيكدة) وقسنطينة بطول 87 كيلومتر ، ولكنها لم تنجح في إنشائه.
في عام 1863، نُقل الامتياز إلى شركة سكة حديد من باريس إلى ليون والبحر الأبيض المتوسط (PLM) والذي افتتح في11 سبتمبر 1870.
مُنح بقية الخط لشركة شرق الجزائر [الفرنسية]على أجزاء بين عامي 1875 و1880.
أسهل الأقسام من الجزائر وقسنطينة هي الأولى التي سُلّمت، وهي ميزون كاري (الحراش) - ألما (بودواو) التي افتتحت في 5 أغسطس 1879 و ألما - مينرفيل (الثنية) في 25 سبتمبر 1881 على جانب واحد و قسنطينة - سطيف في 21 مايو 1879 و سطيف- الياشير على جانب واحد.11 نوفمبر 1882.
تبقى الجزء الاوسط ذو تضاريس جبلية أكثر حدة، واستغرق ذلك وقتًا أطول بكثير. مينيرفيل - بالسطرو (الاخضرية) في 1 يونيو 1885، بالسطرو - ذراع الميزان في 1 يناير 1886، بيبان الحديد - الياشير في 19 فبراير 1886 ، العجيبة - بيبان الحديد في 16 أغسطس 1886 ، البويرة - العجيبة في 1 أكتوبر 1886 ، وأخيراً الشام الأخير ، ذراع الميزان - البويرة في 3 نوفمبر 1886.
في 27 فيفري 2002 ، افتتح نفق جديد مزدوج المسار بطول 5 202 متر في الياشير للخدمة، وهو أكبر نفق للسكك الحديدية في أفريقيا.
منذ منتصف العقد الأول من القرن الحادي والعشرين، يُحدث هذا الخط على الأقسام الواقعة بين قسنطينة وبرج بوعريريج مع مضاعفة المسار، وفي عام 2008 تمت كهربة قسم الجزائر - الثنية.

## الخط

### السمات

#### القسم من الجزائر إلى الثنية
بين الجزائر العاصمة و الثنية على مسافة 3,5 كيلومتر (بما في ذلك عشرة مشتركة مع خط الجزائر العاصمة - وهران)، وهو يشكل أحد خطي قطار الضواحي في الجزائر العاصمة، وهو مسار مزدوج شُغل بالكهرباء في عام 2009 بجهد 25 000 فولط
يُعد الخط الأكثر ازدحامًا على شبكة السكك الحديدية الجزائرية بما لا يقل عن 63 قطار يوميًا و130 على القسم الفرعي الجزائر - الحراش بطول 10 كيلومتر والمشترك مع خطوط الضواحي وكذلك خطوط الجزائر - وهران الرئيسية وكذلك خطوط الجزائر - الشلف الإقليمية.

#### القسم من الثنية إلى قسنطينة
بين الثنية وقسنطينة الخط غير كهربائي، المسار هو مسار أحادي على مسافة 230 كم بين الثنية وبرج بوعريريج وبين رمضان جمال وسكيكدة. يُحدث حاليًا بين سطيف و القورزي.

### المسار
الجزء الأوسط من الطريق بين الثنية والياشير (172 كيلومتر ) شديد الانحدار عند عبور مضيق الأخضرية وبيبان الحديد [الفرنسية].

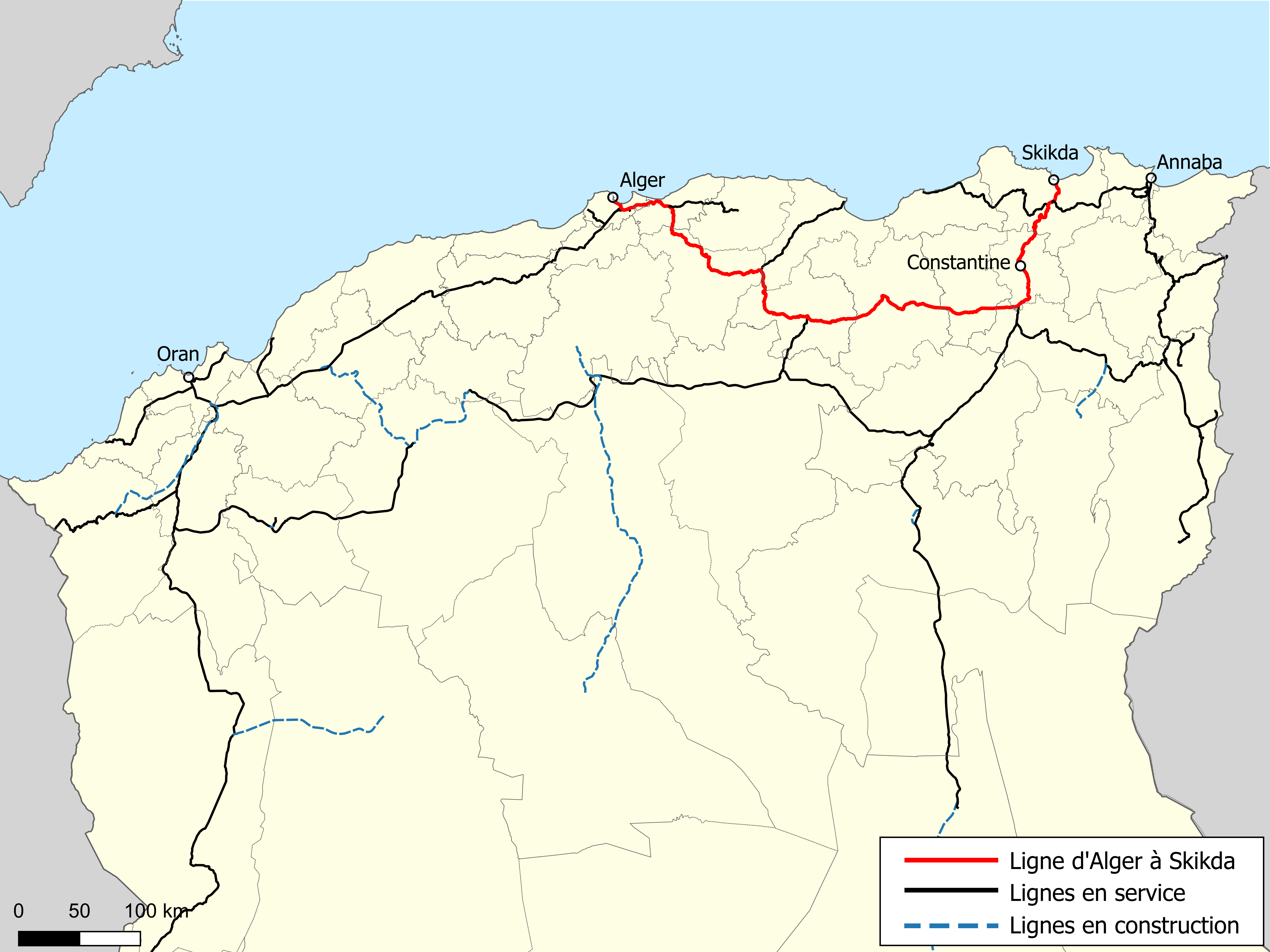
موقع خط الجزائر -سكيكدة في شمال الجزائر.

### حدود السرعة
يتراوح متوسط السرعة على طول الخط بأكمله بين 70 و80 كم/سا، باستثناء المنطقة الواقعة بين برج بوعريريج وسطيف حيث تتجاوز 100 كم/سا.

## خدمة السكك الحديدية
يسمح الخط بنقل الركاب والبضائع. يُستخدم من طرف :
- قطارات المسافات الطويلة :
  - الجزائر – عنابة ؛
  - الجزائر – باتنة ؛
  - الجزائر – تبسة ؛
  - الجزائر – تقرت ؛
- القطارات الإقليمية للربط :
  - الجزائر – بجاية [الفرنسية] ؛
  - الجزائر – الرويبة ؛
  - الجزائر – سطيف ؛
- قطارات شبكة السكك الحديدية الضواحي في الجزائر العاصمة [الفرنسية] .

## محطات على الخط
| المحطة             | الولاية     | النقطة الكيلومترية                   | معلومات                                                   |
| ------------------ | ----------- | ------------------------------------ | --------------------------------------------------------- |
| الجزائر            | الجزائر     | ن ك 0                                | الخطوط الكبرى، قطارات إقليمية، قطارات ضاحية مدينة الجزائر |
| آغا                | الجزائر     | ن ك 1،5                              | الخطوط الكبرى، قطارات إقليمية، قطارات ضاحية مدينة الجزائر |
| الورشات            | الجزائر     | ن ك 3                                | قطارات ضاحية مدينة الجزائر                                |
| حسين داي           | الجزائر     | ن ك 6                                | قطارات ضاحية مدينة الجزائر                                |
| خروبة              | الجزائر     | ن ك 8،5                              | قطارات ضاحية مدينة الجزائر                                |
| الحراش             | الجزائر     | ن ك 10،5                             | الخطوط الكبرى، قطارات ضاحية مدينة الجزائر                 |
| وادي السمار        | الجزائر     | ن ك 15،5                             | قطارات ضاحية مدينة الجزائر                                |
| باب الزوار         | الجزائر     | ن ك 16،5                             | قطارات ضاحية مدينة الجزائر                                |
| الدار البيضاء      | الجزائر     | ن ك 19                               | قطارات ضاحية مدينة الجزائر                                |
| الرويبة            | الجزائر     | ن ك 26                               | قطارات إقليمية، قطارات ضاحية مدينة الجزائر                |
| الرويبة الصناعية   | الجزائر     | ن ك 28                               | قطارات ضاحية مدينة الجزائر                                |
| الرويبة سوناكوم    | الجزائر     | ن ك 29،3                             | بضائع                                                     |
| الرغاية الصناعية   | الجزائر     | ن ك 30،4                             | قطارات ضاحية مدينة الجزائر                                |
| الرغاية            | الجزائر     | ن ك 31                               | قطارات إقليمية، قطارات ضاحية مدينة الجزائر                |
| بودواو             | بومرداس     | ن ك 38،5                             | قطارات ضاحية مدينة الجزائر                                |
| قورصو              | بومرداس     | ن ك 41،5                             | قطارات ضاحية مدينة الجزائر                                |
| بومرداس            | بومرداس     | ن ك 45                               | الخطوط الكبرى، قطارات إقليمية، قطارات ضاحية مدينة الجزائر |
| تيجلابين           | بومرداس     | ن ك 48،5                             | قطارات ضاحية مدينة الجزائر                                |
| الثنية             | بومرداس     | ن ك 53،5                             | الخطوط الكبرى، قطارات إقليمية، قطارات ضاحية مدينة الجزائر |
| سوق الحد           | بومرداس     | ن ك 60                               | قطارات إقليمية                                            |
| بني عمران          | البويرة     | ن ك 64                               | قطارات إقليمية                                            |
| عمال               | البويرة     | ن ك 67                               | قطارات إقليمية                                            |
| Lakhdaria          | البويرة     | ن ك 76،5                             | قطارات إقليمية                                            |
| Kadiria            | البويرة     | ن ك 85                               | قطارات إقليمية                                            |
| ذراع الميزان       | تيزي وزو    | ن ك 98                               | قطارات إقليمية                                            |
| Bouira             | البويرة     | ن ك 122،5                            | الخطوط الكبرى، قطارات إقليمية                             |
| الأصنام            | البويرة     | ن ك 135،5                            | قطارات إقليمية                                            |
| بشلول              | البويرة     | ن ك 141،5                            | قطارات إقليمية                                            |
| العجيبة            | البويرة     | ن ك 146                              | قطارات إقليمية                                            |
| الحانيف            | البويرة     | ن ك 157،5                            | قطارات إقليمية                                            |
| Ath Mansour        | البويرة     |                                      | قطارات إقليمية                                            |
| بني منصور          | بجاية       | ن ك 165،5                            | الخطوط الكبرى، قطارات إقليمية                             |
| Ouled Sidi Brahim  | برج بوعريرج |                                      | محطة مغلقة                                                |
| El M'hir           | برج بوعريرج |                                      | قطارات إقليمية                                            |
| Mansoura           | برج بوعريرج | ن ك 208،5                            | الخطوط الكبرى، قطارات إقليمية                             |
| El Achir           | برج بوعريرج | ن ك 225                              | محطة مغلقة                                                |
| Bordj Bou Arreridj | برج بوعريرج | ن ك 236،5                            | الخطوط الكبرى، قطارات إقليمية                             |
| El Anasser         | برج بوعريرج | ن ك 244،5                            | قطارات إقليمية                                            |
| El Guemmour        | برج بوعريرج | ن ك 250،8                            | محطة مغلقة                                                |
| Bir Aïssa Ayada    | برج بوعريرج | ن ك 262،5                            | قطارات إقليمية                                            |
| Ras El Oued        | برج بوعريرج | ن ك 270،5                            | قطارات إقليمية                                            |
| حمام أولاد يلس     | سطيف        | ن ك 282،3                            | محطة مغلقة                                                |
| مزلوق              | سطيف        | ن ك 295،5                            | محطة مغلقة                                                |
| سطيف               | سطيف        | ن ك 307                              | الخطوط الكبرى، قطارات إقليمية، بضائع                      |
| العلمة             | سطيف        | ن ك 338                              | الخطوط الكبرى                                             |
| بئر العرش          | سطيف        |                                      | محطة مغلقة                                                |
| تاجنانت            | ميلة        | ن ك 366                              | الخطوط الكبرى                                             |
| التلاغمة           | ميلة        | ن ك 402                              | الخطوط الكبرى                                             |
| القراح (الغورزي)   |             | ن ك 425،5                            | الخطوط الكبرى، قطارات إقليمية                             |
| Ouled Rahmoune     | ن ك 434،6   | قطارات إقليمية                       |                                                           |
| El Khroub          | ن ك 446     | الخطوط الكبرى، قطارات إقليمية        |                                                           |
| Oued Hamimime      | ن ك 450،5   | محطة مغلقة                           |                                                           |
| Sidi Mabrouk       | ن ك 459،5   | قطارات إقليمية                       |                                                           |
| قسنطينة            | ن ك 461،5   | الخطوط الكبرى، قطارات إقليمية، بضائع |                                                           |
| Bekira             | ن ك 466     | قطارات إقليمية                       |                                                           |
| Hamma Bouziane     | ن ك 469     | قطارات إقليمية                       |                                                           |
| Kef Salah          |             | قطارات إقليمية                       |                                                           |
| Didouche Mourad    |             | قطارات إقليمية                       |                                                           |
| Zighoud Youcef     | ن ك 488     | قطارات إقليمية                       |                                                           |
| عين بوزيان         | سكيكدة      | ن ك 500،3                            | قطارات إقليمية                                            |
| الحروش             | سكيكدة      | ن ك 517،6                            | الخطوط الكبرى، قطارات إقليمية                             |
| صالح بو الشعور     | سكيكدة      | ن ك 523،1                            | قطارات إقليمية                                            |
| سحقي احمد          | سكيكدة      |                                      | قطارات إقليمية                                            |
| رمضان جمال         | سكيكدة      | ن ك 532                              | الخطوط الكبرى، قطارات إقليمية، بضائع                      |
| حمادي كرومة        | سكيكدة      |                                      | قطارات إقليمية                                            |
| سكيكدة             | سكيكدة      | ن ك 550،8                            | قطارات إقليمية، بضائع                                     |

## معرض الصور

اختيار وجهات النظر الخطية
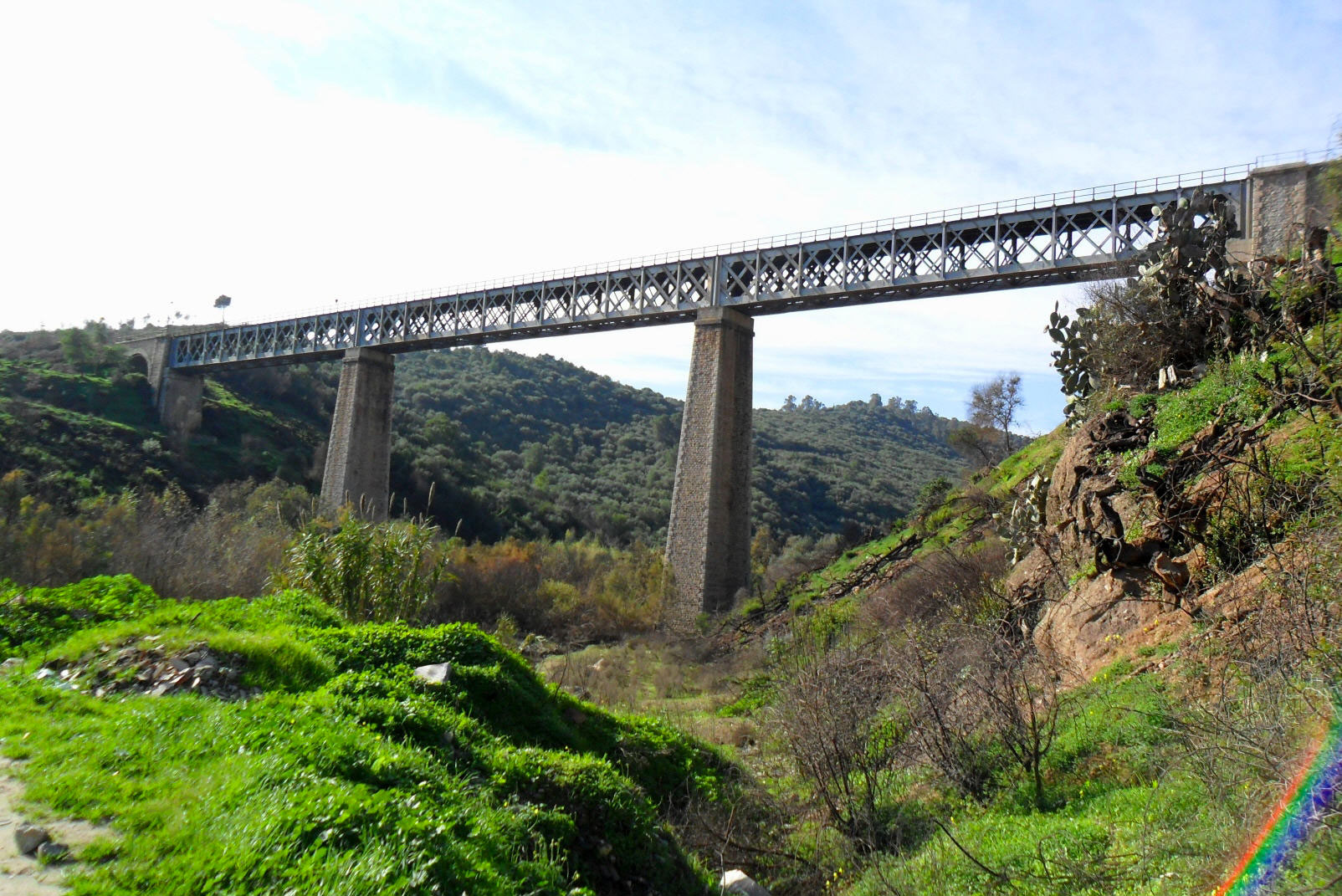
جسر بني عمران الكبير
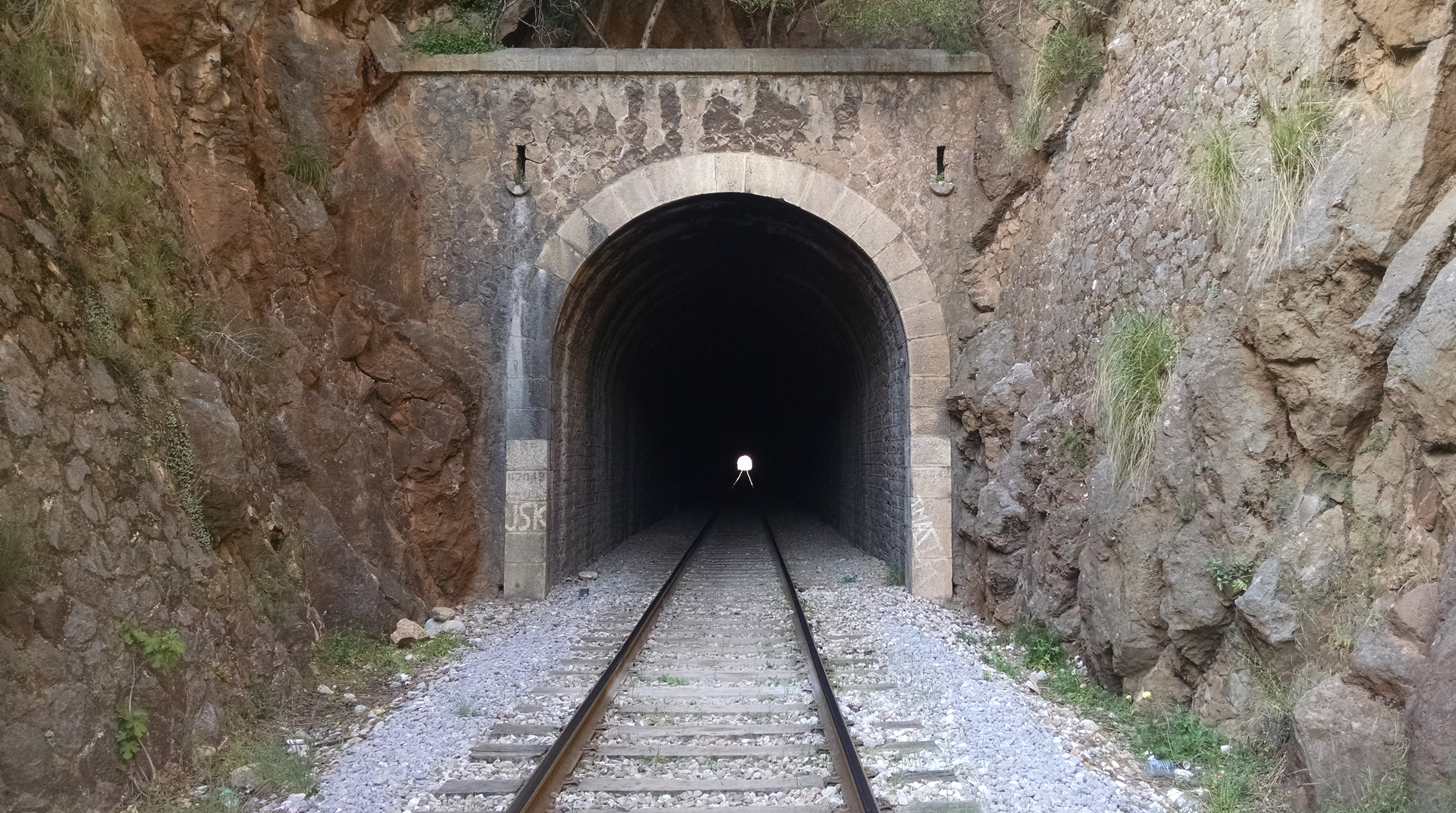
الخط حوالي عمال.
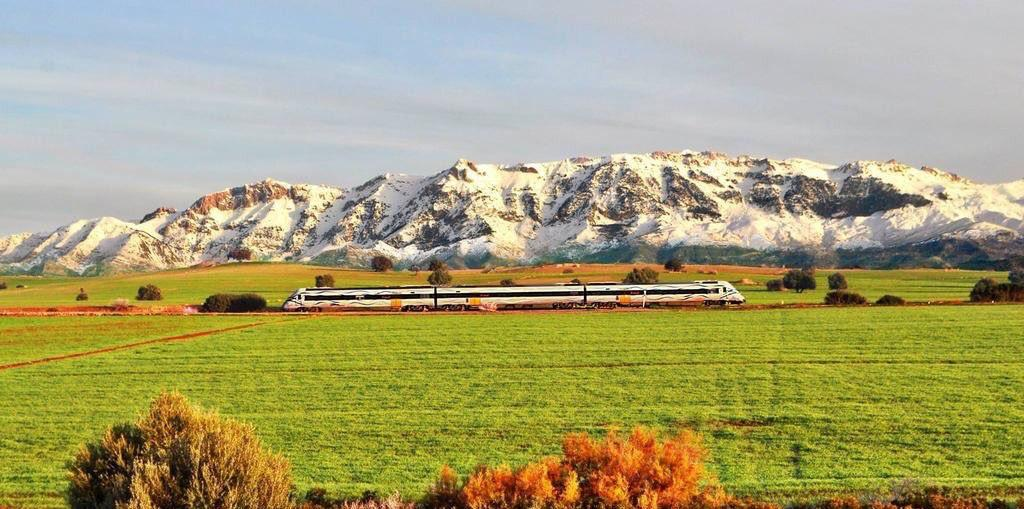
الخط حوالي البويرة
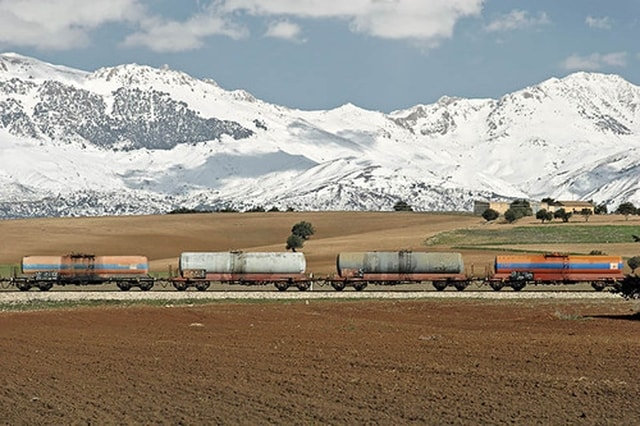
الخط حوالي الأصنام